# Maison Chichman
« Chichman » redirige ici. Pour les autres significations, voir Chichman (homonymie).
La maison  Chichman  (Bulgare: Шишман) est la dynastie qui régna sur la Bulgarie de 1331 à 1419.

## Principauté de Vidin
- Chichman Ier (1282-1308), le fondateur de la dynastie
- Michel Ier (1308-1323), fils du précédent, le futur tsar Michel III de Bulgarie
- Belaur (1323-1337), frère du précédent
- Michel II (1337-1356), fils du Michel Ier
- Chichman II(1356), frère du précédent
- Sratsimir (1356-1397), fils du tsar Aleksandre de Bulgarie
- Constantin (1397-1419), fils du précédent

## Royaume de Tarnovo
- Michel III (1323-1330)
- Étienne (1330-1331), fils du précédent
- Aleksandre (1331-1371), fils du Sratsimir
- Chichman (1371-1393), fils du précédent

## Principauté de Dobrogée
- Sratsimir (1324-1330), fils du Chichman Ier de Vidin

## Principauté de Vlora
- Jean (1345-1363), fils du Sratsimir de Dobrogée
- Aleksandre (1363-1371), fils du précédent

## Autres
- Hélène, épouse de tsar Étienne Douchan de Serbie, fille du Sratsimir de Dobrogée
- Marie, épouse de l'empereur byzantin Andronic IV, fille du tsar Aleksandre de Bulgarie
- Dorothée, épouse de roi Étienne Tvrtko Ier de Bosnie, fille du Sratsimir de Vidin
- Joseph II,  Patriarche de Constantinople (1416-1439), fils du tsar Chichman de Bulgarie
- Fruzhin, Chevalier de l'Ordre du Dragon, fils du tsar Chichman de Bulgarie
- Ivan Šišmanov (1862-1928), philologue, homme d'État et diplomate.

## Galerie

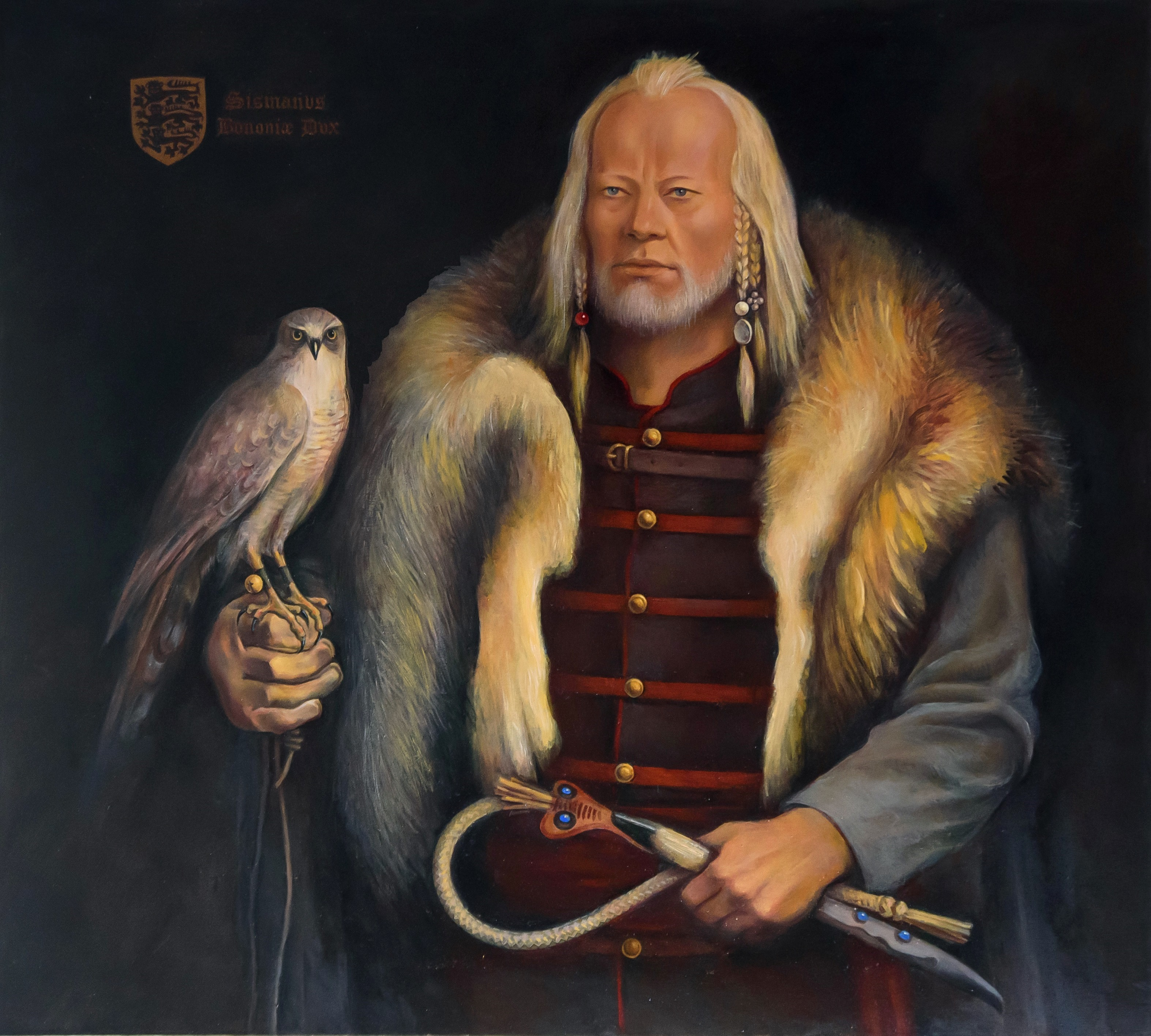
Shishman de Vidin
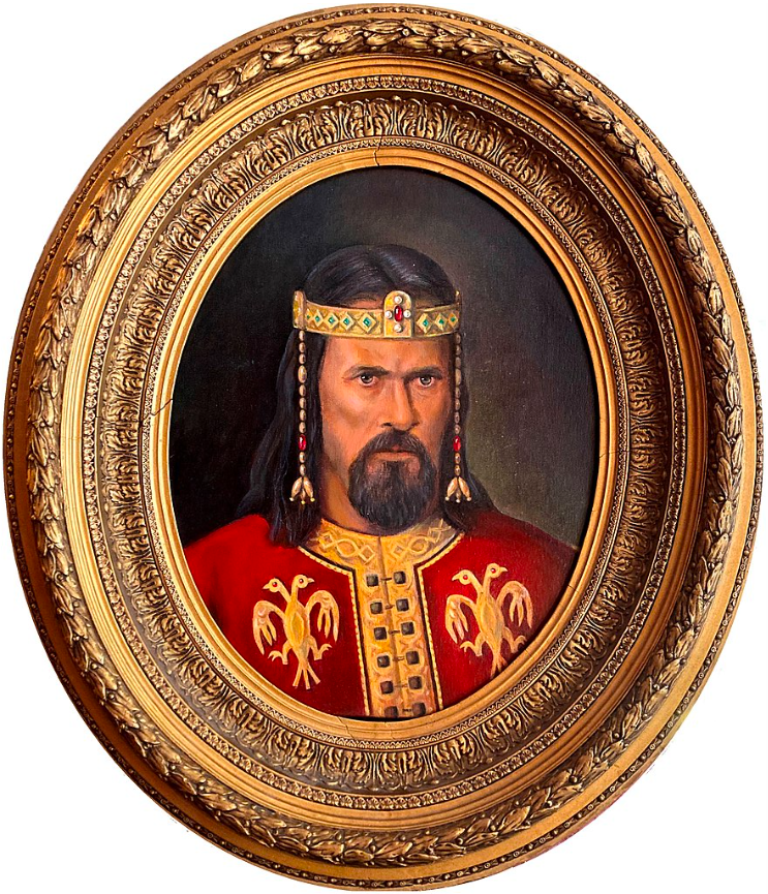
Sratsimir de Dobrogée
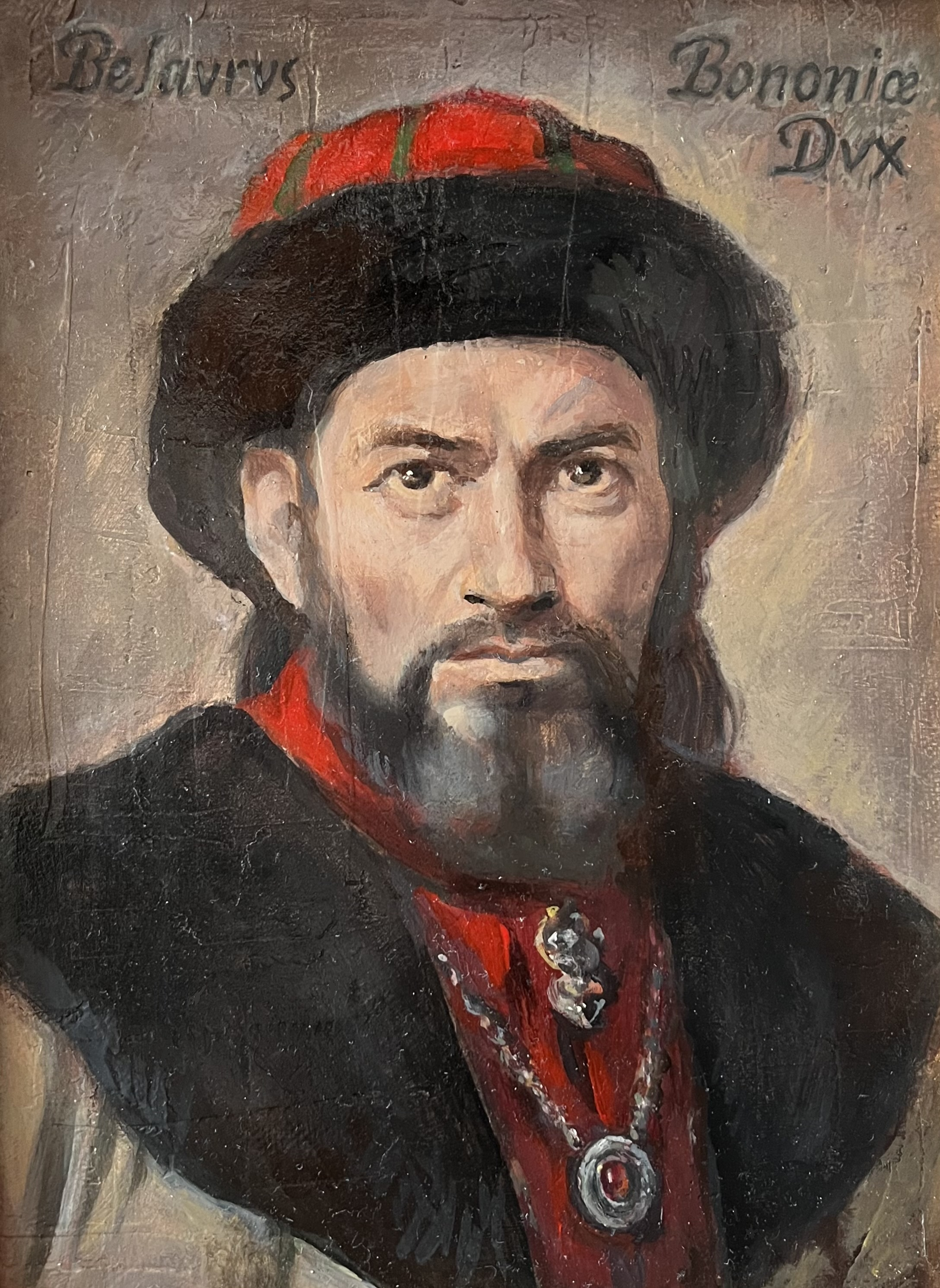
Belaur de Vidin
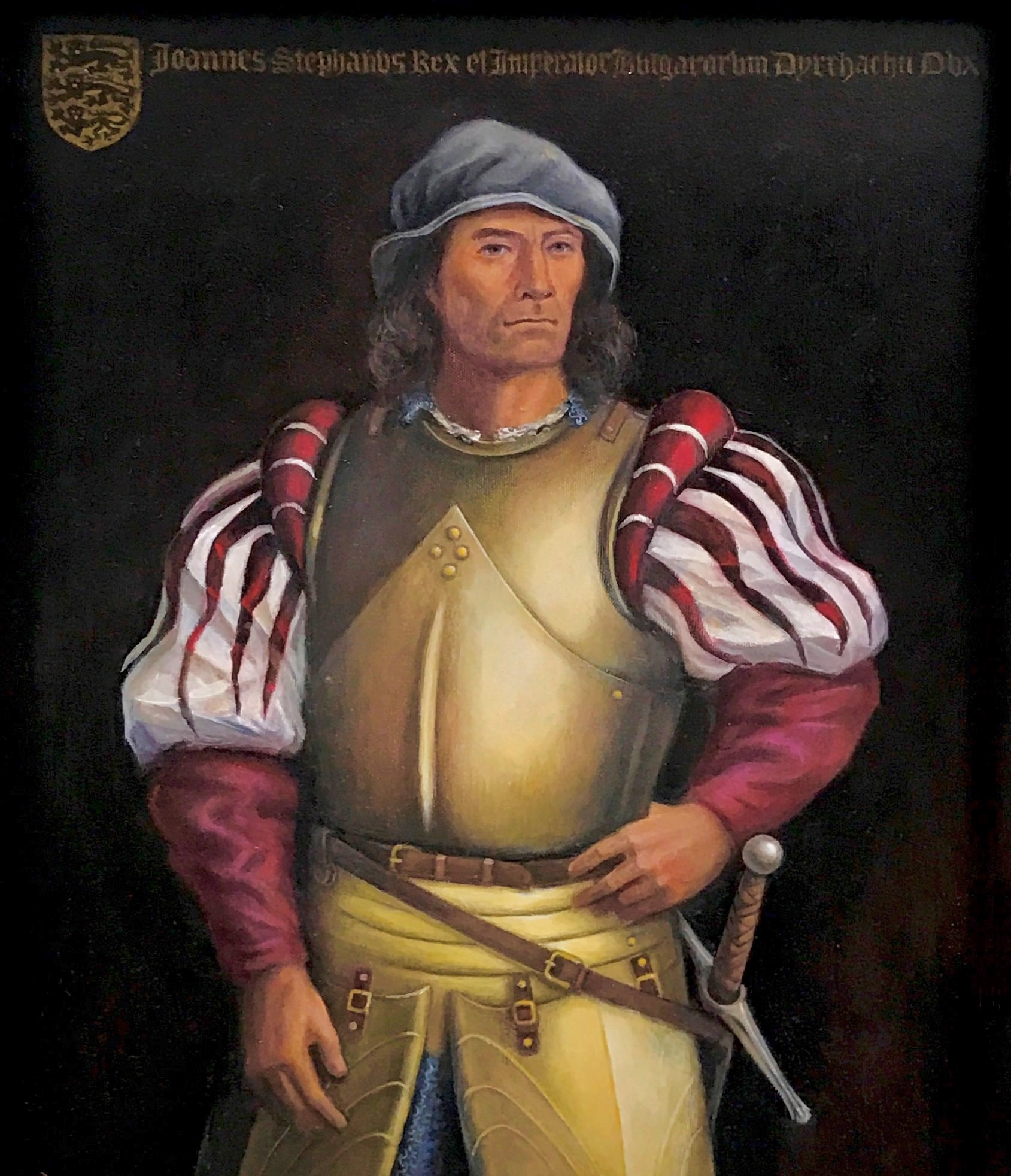
Ivan Stefan, tsar de Tarnovo
Aleksandre, tsar de Tarnovo et sa famille
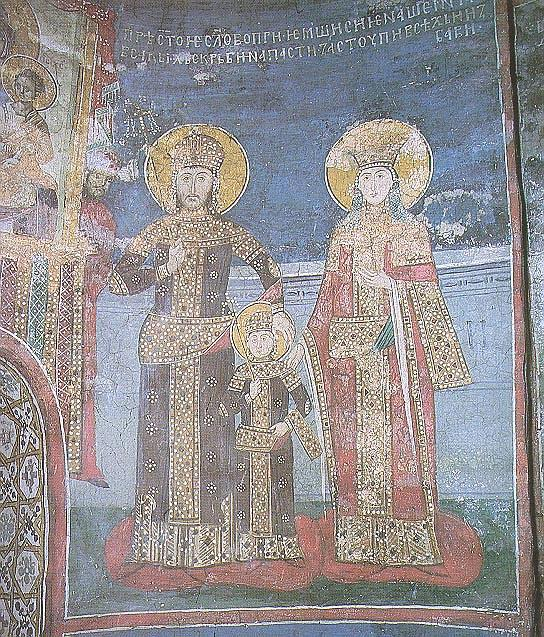
Helena, impératrice de Serbie et sa famille
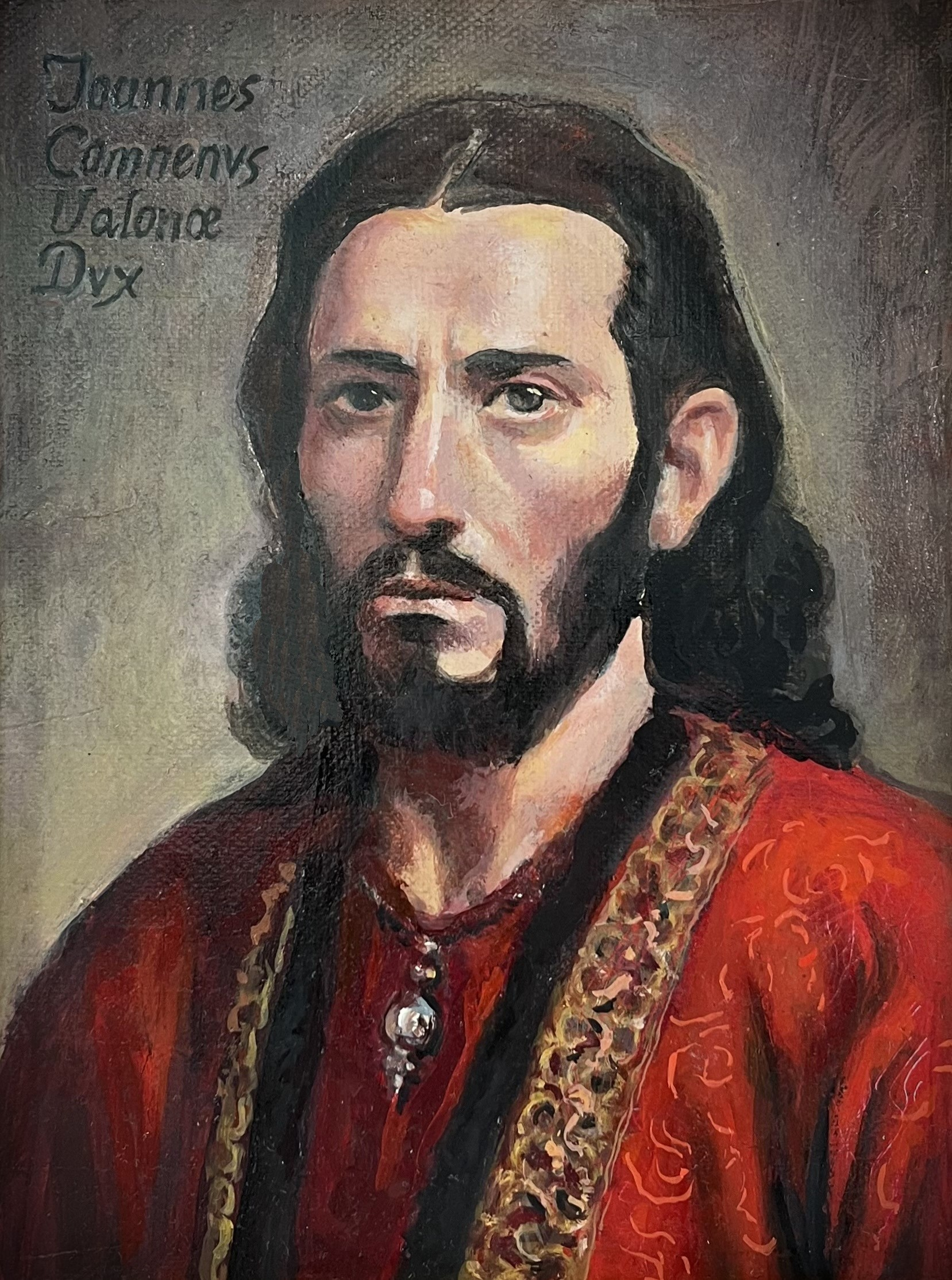
Jean Comnène de Valone
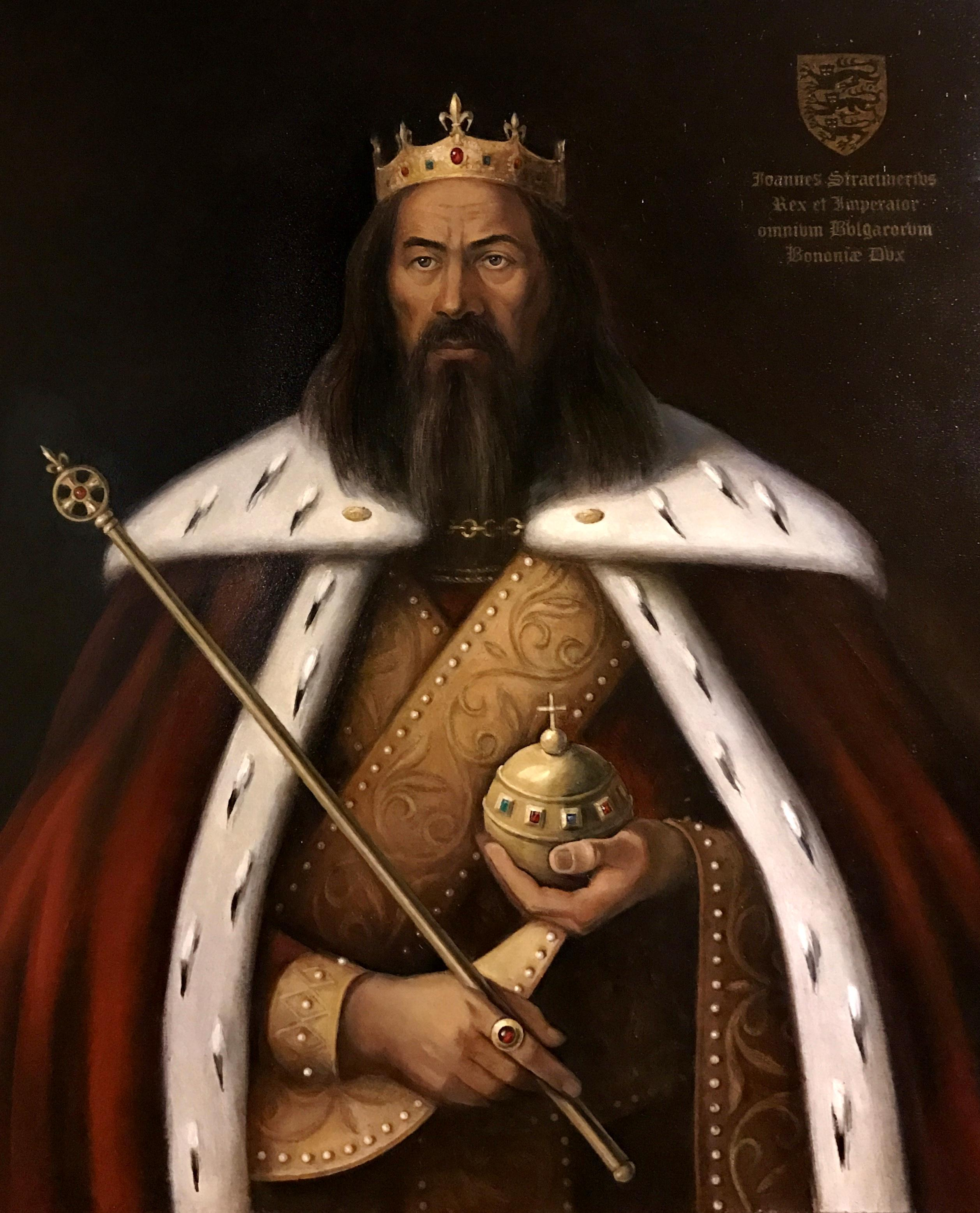
Sratsimir, tsar de Vidin
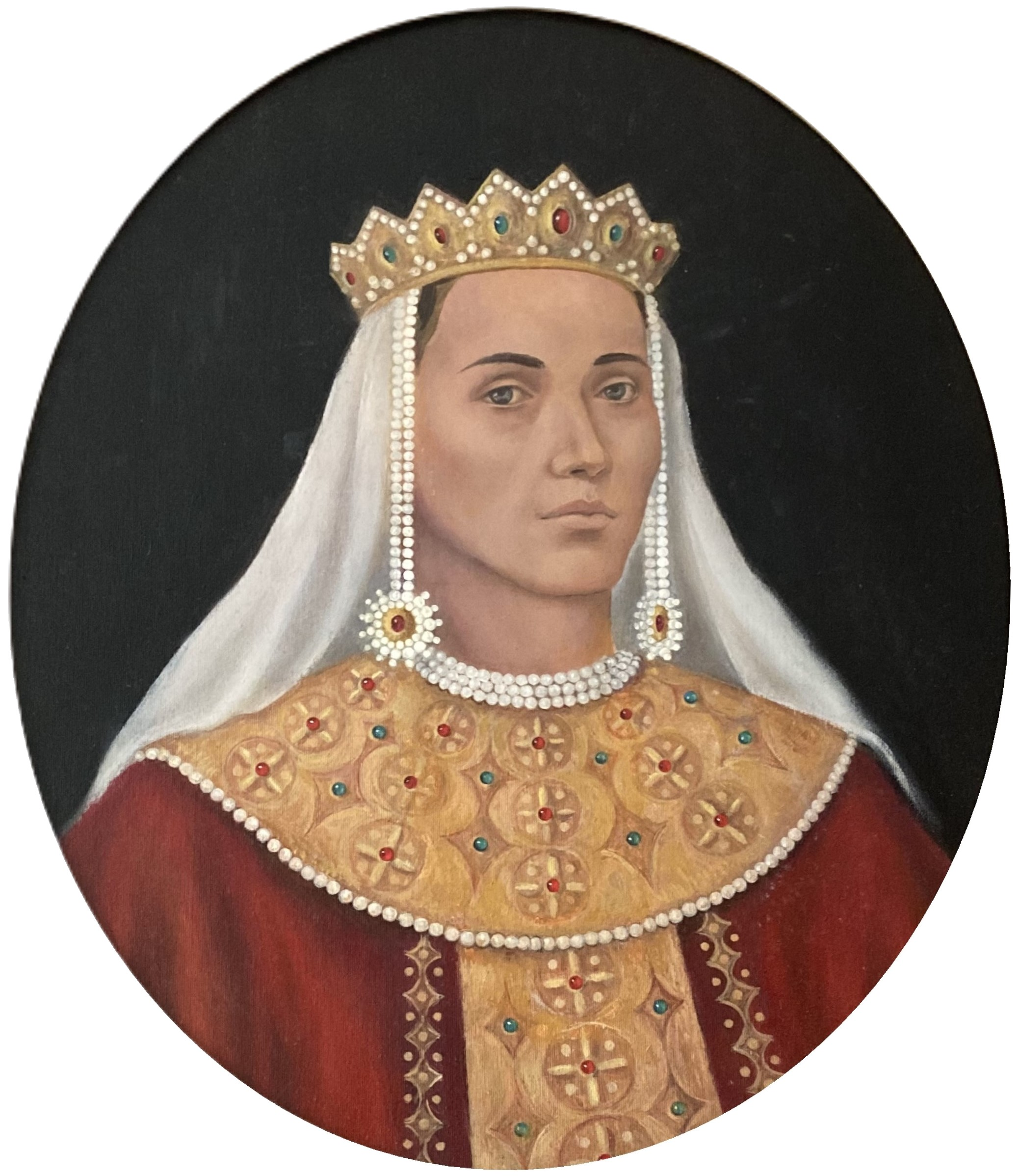
Comnena de Valone
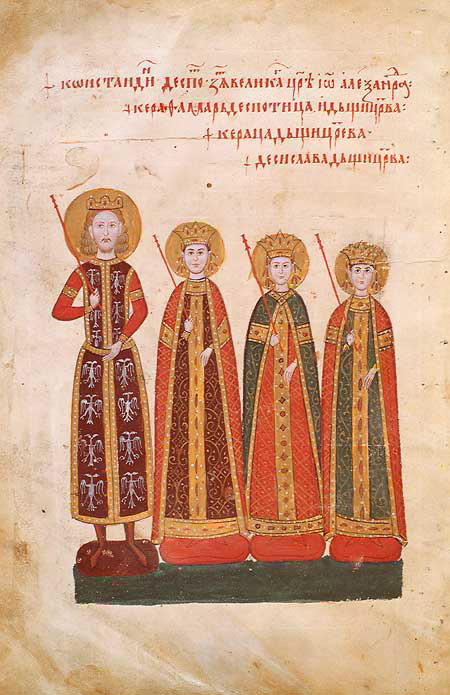
Tamara, princesse de Tarnovo et sa famille
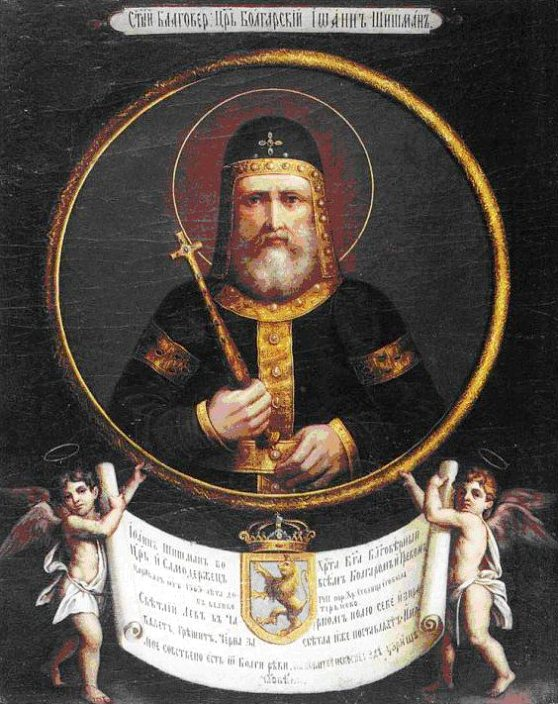
Chichman, tsar de Tarnovo
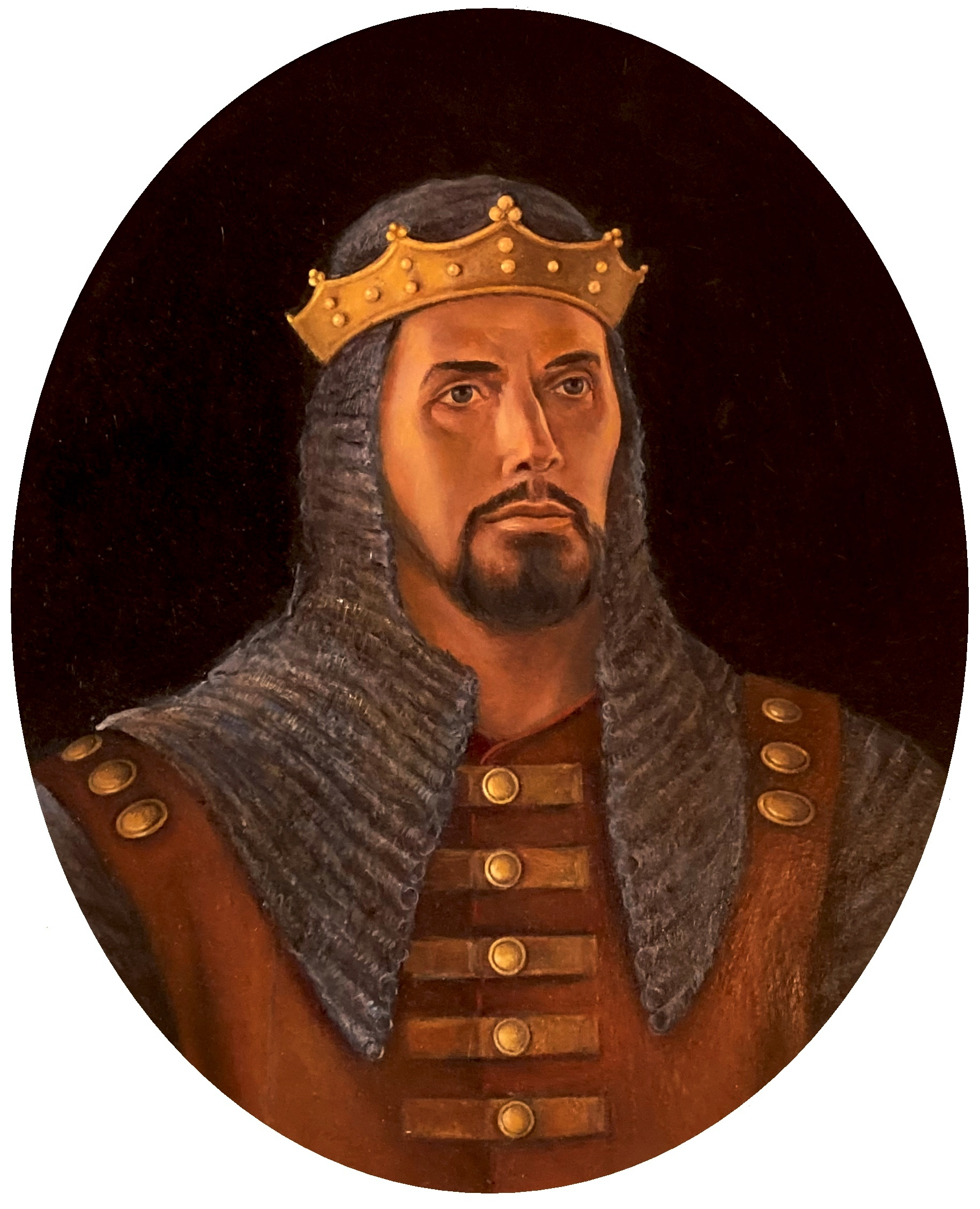
Constantin de Vidin
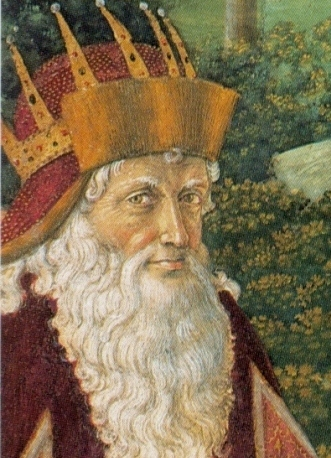
Joseph II de Constantinople
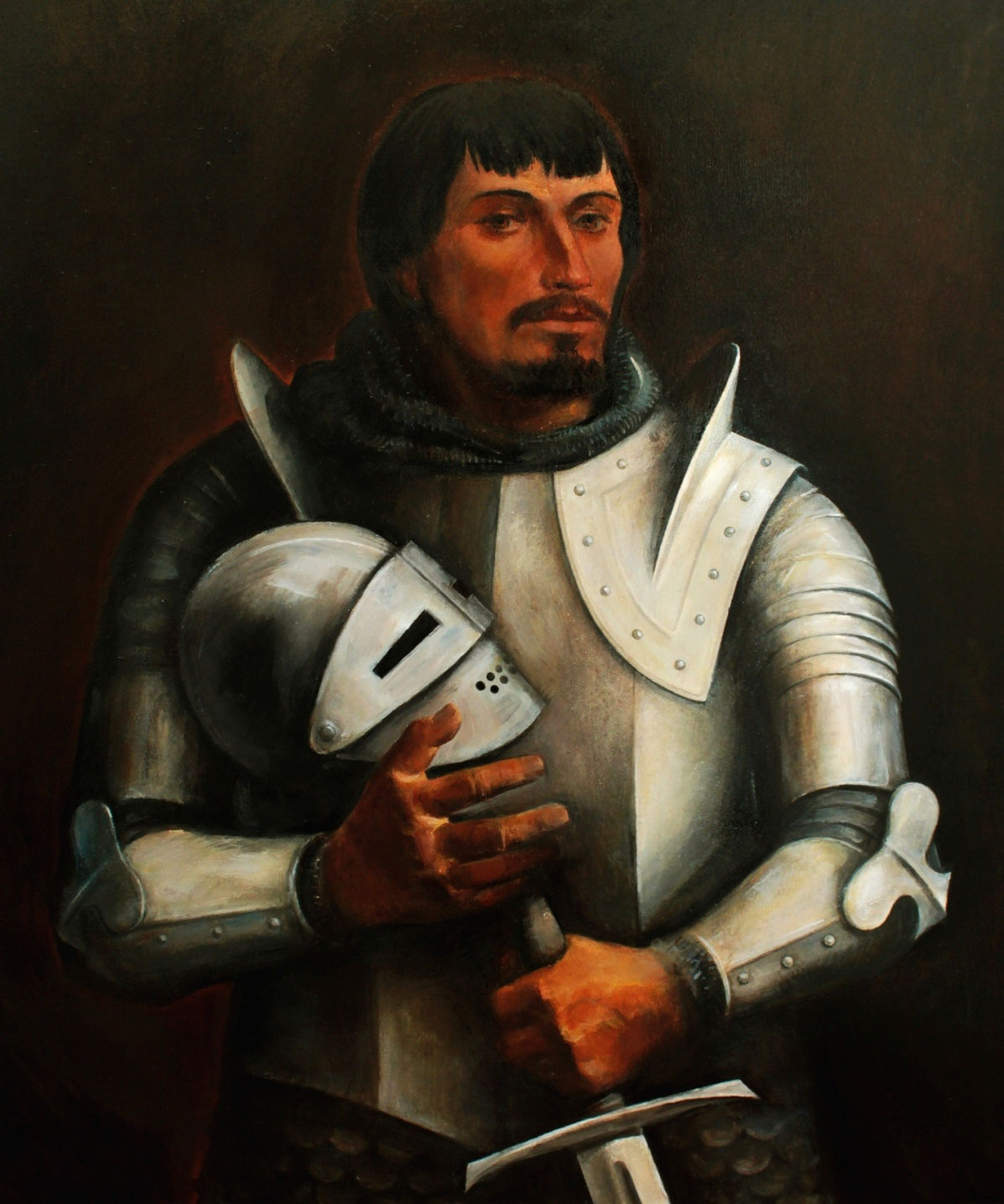
Fruzhin, chevalier de l'Ordre du Dragon